# Трипалладийтитан
Трипалла̀дийтита́н — бинарное неорганическое соединение, интерметаллид палладия и титана с формулой TiPd3, кристаллы.

## Получение
- Сплавление стехиометрических количеств чистых веществ:

{\displaystyle {\mathsf {3Pd+Ti\ {\xrightarrow {1530^{o}C}}\ TiPd_{3}}}}

## Физические свойства
Трипалладийтитан образует кристаллы гексагональной сингонии, пространственная группа P 63/mmc, параметры ячейки a = 0,54895 нм, c = 0,89739 нм, Z = 4, структура типа триникельтитана TiNi3.
Соединение конгруэнтно плавится при температуре 1530 °C.